# Sesame English
Sesame English é uma série de televisão desenvolvida com uma colaboração entre a Sesame Workshop e a Internacional Berlitz. Lançado em 1999, estreando em Taiwan e China, a série difere das típicas versões internacionais da Vila Sésamo em que instrui o inglês como a segunda língua. A faixa etária são as crianças dos 4 aos 7 anos de idade.

## Programa
A série inclui 78 episódios de 15 minutos, juntamente com materiais instrucionais para o áudio, impressão, vídeo e CD-ROMs (embora apenas 52 episódios foram feitos). Dr. Lewis Bernstein, produtor e desenvolvedor-chave da série, explicou que "O objetivo é introduzir frases em inglês de uma maneira divertida, usando uma linguagem coloquial, juntamente com repetição, ritmo e rima, estilos de música legal, e muito humor, da mesma maneira que nós fazemos na Vila Sésamo ".
A série estrela um personagem Muppet novo, Tingo, um multilíngue "gato internacional". Apesar de toda série ter sido filmada nos estúdios de Nova York, 30 a 50% do diálogo de Tingo é falado na língua nativa do país de destino. Tingo fala com os espectadores diretamente na linguagem específica de seu país, mas todo o diálogo é em Inglês. Tingo explica e/ou traduz diálogos para falantes de países em que sua língua nativa não é o inglês. Assim, ele incentiva os espectadores a aprenderem o inglês. Em 2003, a Sesame Workshop anunciou uma nova variação, usando a mesma metragem, Sesame Español. Esta variação utiliza a mesma abordagem, apenas com o espanhol como língua secundária de Tingo, e com o objetivo agora sendo instruir em espanhol. Os lançamentos em DVD da série, disponível nos Estados Unidos, incluem cinco idiomas de áudio disponíveis para o diálogo de Tingo: Espanhol, Hmong, coreano, mandarim chinês e vietnamita.

## Personagens e Elenco
Tingo, o novo personagem Muppet, é um estudante de intercâmbio da América e sua melhor amiga, Niki (interpretada por Kelly Karbacz). Niki é uma adolescente que vive no porão da casa de seus pais, e tem um círculo grande de família e amigos, incluindo avós, os irmãos Kevin e Katie, Jake bebê, e os membros de sua banda. Banda de Niki inclui Mike, Sam (Samantha), e Tom.

## Ligações Externas
- Official Site for Taiwan and Shanghai Broadcasts
- Sesame Workshop: Sesame English
- Sesame English DVD Catalogue, with Video Clips